# 1006

## Události
- hladomor v západní Evropě

## Vědy a umění
- noc z 30. dubna na 1. května — v souhvězdí Vlka byla poprvé pozorována nejjasnější člověku známá supernova, SN 1006

## Narození
- 14. října – Geoffroy II. z Anjou, francouzský hrabě a válečník († 16. listopadu 1060)
- ? – Konstantin X. Dukas, byzantský císař († 1057)

## Hlavy států
- České knížectví – Jaromír
- Svatá říše římská – Jindřich II.
- Papež – Jan XVIII.
- Anglické království – Ethelred II.
- Francouzské království – Robert II.
- Polské knížectví – Boleslav I. Chrabrý
- Uherské království – Štěpán I. svatý
- Byzanc – Basileios II. Bulgaroktonos
- Bulharsko – Samuel
- Chorvatsko – Křesimír III.
- Afghánistán – Mahmúd
- Čína – Šeng-cung (dynastie Liao), Čen-cung (dynastie Severní Sung)
- Lucembursko – Jindřich I. Lucemburský
- Gruzie – Bagrad III. Sjednotitel